# Technicolour
Technicolour (englisch für Farbenprächtig) ist ein englischsprachiger Popsong, welcher von der australischen singenden Person Montaigne und David Hammer geschrieben wurde. Mit dem Titel vertrat Montaigne Australien beim Eurovision Song Contest 2021 in Rotterdam.

## Hintergrund und Produktion
Nachdem der Eurovision Song Contest 2020 aufgrund der COVID-19-Pandemie abgesagt werden musste, kündigte die australische Rundfunkanstalt Special Broadcasting Service an, dass Montaigne Australien stattdessen beim folgenden Wettbewerb vertreten werde.
Den Titel Technicolour komponierte und textete Montaigne gemeinsam mit David Hammer. Letzterer produzierte ihn und war weiterhin für die Abmischung zuständig. Das Mastering fand durch Leon Zervos statt.
Laut eigener Angaben habe Montaigne das Komponieren des Titels nach einem emotionalen Telefonat mit ihrer Mutter begonnen:

“I initially started writing the song after a catch-up call with my mum that was really emotional and had me crying on the floor thinking of that first line, ‘I want to be close to my mother.’ I picked up my guitar and started improvising around that, trying to get the feelings out of my system.”

„Ich habe mit dem Schreiben des Titels begonnen, nachdem ich ein sehr emotionalens Gespräch mit meiner Mutter hatte, welches mich weinend auf dem Boden zurückließ und ich an die erste Zeile "I want to be close to my mother" (deutsch „Ich möchte in der Nähe meiner Mutter sein.“) dachte. Ich habe meine Gitarre genommen und mit dem Improvisieren begonnen, um meine Gefühle auszudrücken.“

Danach habe Montaigne Kontakt mit David Hammer aufgenommen und man entschied sich, den Titel für den Eurovision Song Contest fertigzustellen. Der Titel handele von Widerstandsfähigkeit und dem Mut, um Hilfe zu bitten, der in verletzlichen Situationen entstehe. Man solle wissen, dass man in Solidarität mit anderen Menschen stärker sei.

## Beim Eurovision Song Contest
Die Europäische Rundfunkunion kündigte am 17. November 2020 an, dass die für den 2020 abgesagten Eurovision Song Contest ausgeloste Startreihenfolge beibehalten werde. Australien trat somit im ersten Halbfinale in der ersten Hälfte am 18. Mai 2021 an. Am 30. März gab der Ausrichter bekannt, dass Australien Startnummer 5 erhalten hat.
Am 20. April gab der australische Rundfunk bekannt, dass es nicht möglich sein werde, in Rotterdam aufzutreten. Begründet wurde dies mit der fortdauernden Corona-Pandemie sowie den erschwerten Reisebedingungen. Stattdessen werde man die vorab aufgezeichnete „Live-on-Tape-Performance“ verwenden. Das Land schied im Halbfinale aus und konnte sich somit nicht für das Finale qualifizieren. Somit erreichte Australien erstmals nicht das Finale.

## Rezeption
Der deutsche Fanblog ESC Kompakt lobte das Arrangement des Songs und ist besorgt, dass die „Vielfalt der Produktion“ nur mit guten Kopfhörern zur Geltung komme und durch Fernsehlautsprecher verloren gehen könne.

## Veröffentlichung
Der Titel wurde von Montaigne erstmals am 5. März 2021 live während der Mardi-Gras-Festlichkeiten in Sydney vor 35.000 Zuschauern aufgeführt.